# 加拿大广场 (蒙特利尔)
加拿大广场（法語：Place du Canada）是蒙特利尔市中心的一个广场，在1967年之前是自治领广场（Dominion Square）的一部分。 
加拿大广场面积14000平方米，稍大于毗邻的多切斯特广场，由于向Gauchetière街的下坡，地形较为多样化。它每天24小时开放，北接李域大道（René Lévesque Boulevard），东接卑利街，西接座堂街，南接Gauchetière街。